# José Múgica Múgica
José Múgica Múgica (Ormáiztegui, 3 de agosto de 1894-San Sebastián, 18 de abril de 1981) fue un futbolista, abogado y político español durante la guerra civil española. 

## Biografía
José Múrgica era hijo de Serapio Múgica y estudió Derecho en Real Centro Universitario María Cristina de El Escorial. También fue futbolista en su juventud en el Real Madrid y en el Real Unión de Irún, ganando el Campeonato de España en 1918 y 1919.
En la dictadura de Primo de Rivera, fue miembro de la Asamblea Nacional Consultiva entre 1927 y 1930. Ideológicamente era un monárquico de derechas y fue fundador, junto con otros, del periódico donostiarra El Diario Vasco en 1934. En las elecciones de 1936 fue candidato del grupo Unión Regionalista Guipuzcoana, que formaba parte de la coalición de derechas.
Durante la guerra civil española, poco después de la entrada de los sublevados en la ciudad, Múgica fue nombrado alcalde de San Sebastián (octubre de 1936). Sin embargo, mostró una postura firme frente a los abusos del ejército franquista y, como resultado, fue destituido de su cargo y se exilió el 3 de febrero de 1937.
También tuvo una faceta de escritor, abordando temas históricos como en Carlistas, moderados y progresistas (1950).